# Solaire flottant

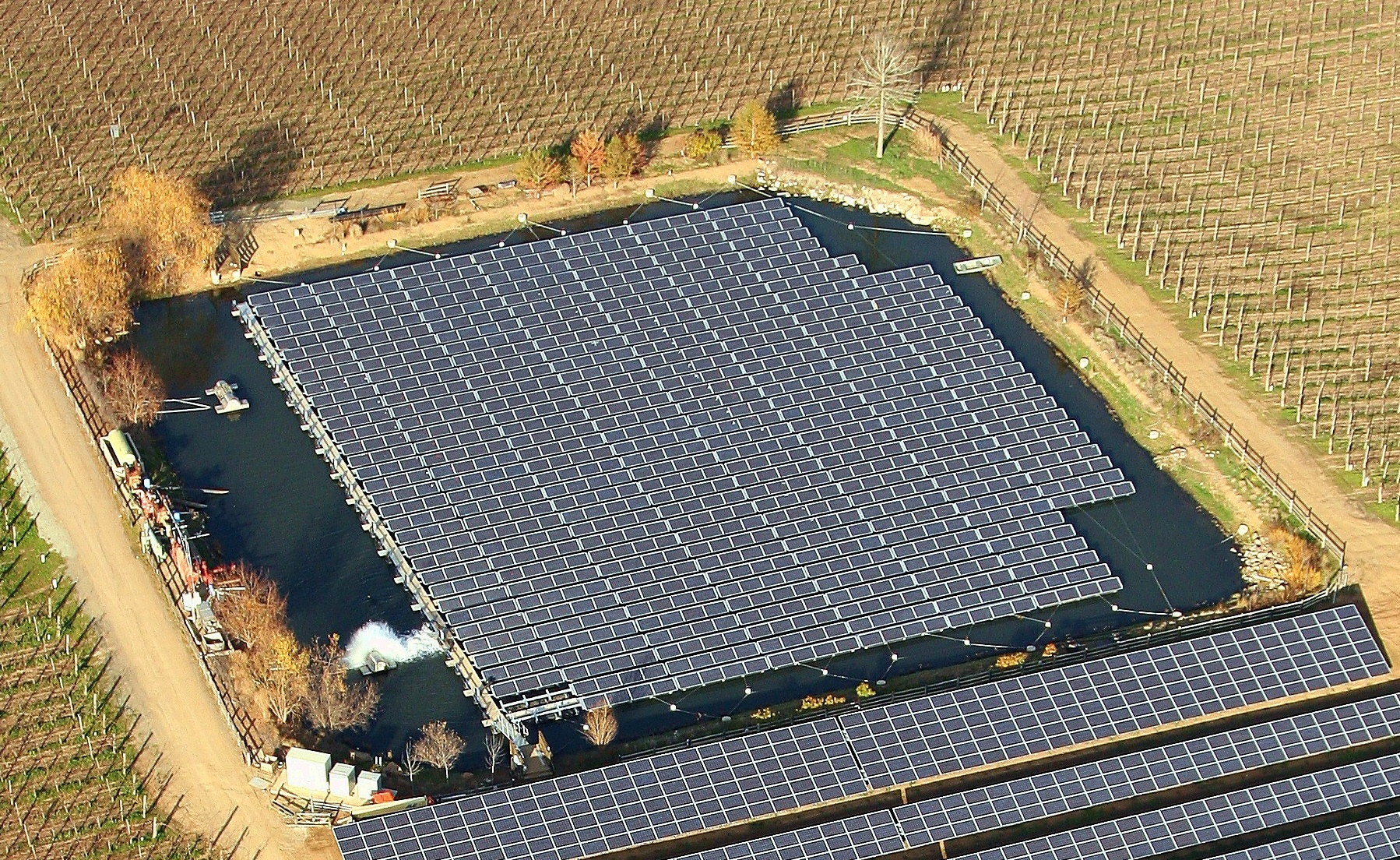
Panneau solaires photovoltaïques flottants.

Le procédé du solaire flottant ou du photovoltaïque flottant consiste en la mise en place de panneaux photovoltaïques sur un plan d'eau, le plus souvent artificiel. Il permet notamment d'accroître les surfaces disponibles pour l'installation de telles centrales, mais aussi de rentabiliser des espaces peu intéressants pour la biodiversité, comme d'anciennes gravières. Des parcs solaires flottants en mer sont en cours de développement en France et aux Pays-Bas.

## Avantages
Le premier avantage de ce type d'installation est le coût : le solaire flottant est légèrement moins coûteux à installer que le solaire terrestre, notamment du fait de l'absence de foncier. La rentabilité est donc plus importante. Le second avantage est technique : la proximité du plan d'eau permet un refroidissement plus rapide des panneaux, dont le rendement est ainsi augmenté et les pannes moins fréquentes. Par contre, les panneaux ne peuvent pas être aussi inclinés que ceux posés à terre, à cause de la prise au vent qu'ils risqueraient d'offrir ; le solaire flottant est donc plus efficace sous les basses latitudes. Le troisième avantage est l'absence d'ombre portée, et l'accroissement de l'ensoleillement par la réverbération qu'offre le plan d'eau.
Certains craignent que les installations photovoltaïques flottantes nuisent à la biodiversité en empêchant la photosynthèse du phytoplancton ainsi que le passage des oiseaux migrateurs. Toutefois, en pratique, les parcs sont essentiellement développés sur des plans d'eau dont la valeur environnemental est très faible : gravières, lacs industriels. D'autre part, la couverture de la surface par les équipements photovoltaïques n'est jamais supérieure à 70 %, et généralement inférieure à 60 %.

## Solaire flottant en mer
Si des industriels, notamment belges, ont des projets de développement du solaire flottant en pleine mer, le comportement des équipements face notamment à la houle et à la salinité de l'eau rend la pertinence de ces développements incertaine. Un premier prototype français est testé à partir du 17 mars 2023 au large de Sète, avec un parc installé sur un demi-hectare, pour une puissance nominale de 300 kilowatts. Le parc est composé d'éléments mesurant douze mètres par dix, ancré sur environ un mètre carré au fond de l'eau. Ce prototype se veut complémentaire de l'éolien flottant, notamment en partageant le même raccordement électrique à terme.
La jeune pousse SolarinBlue obtient en juillet 2024 un financement de 6 millions d'euros, à l'issue de l'appel à projets Demo-Tase (développement de briques technologiques et démonstrateurs pour les systèmes énergétiques) du plan d'investissement France 2030, pour installer dans le port de Sète un parc solaire offshore d'1 MWc, à deux kilomètres de la côte, dont la production annuelle est estimée à environ 1 300 MWh. Ce parc sera dix fois plus important que celui de la phase expérimentale, « Sun'Sète », testée entre mars 2023 et mars 2024. Prévu pour fin 2025, ce parc solaire flottant, le premier en France et en mer Méditerranée, pouvant résister à une vague de plus de 10 mètres, alimentera le port de Sète en électricité décarbonée via un câble sous-marin. A l'horizon 2030, SolarinBlue vise la création de parcs offshore hybrides éolien-solaire, pouvant aller jusqu'à 1 GW. L'objectif est d'atteindre un coût de production de 50 €/MWh en 2030. Le principal concurrent de SolarinBlue est le néerlandais SolarDuck.

## Historique

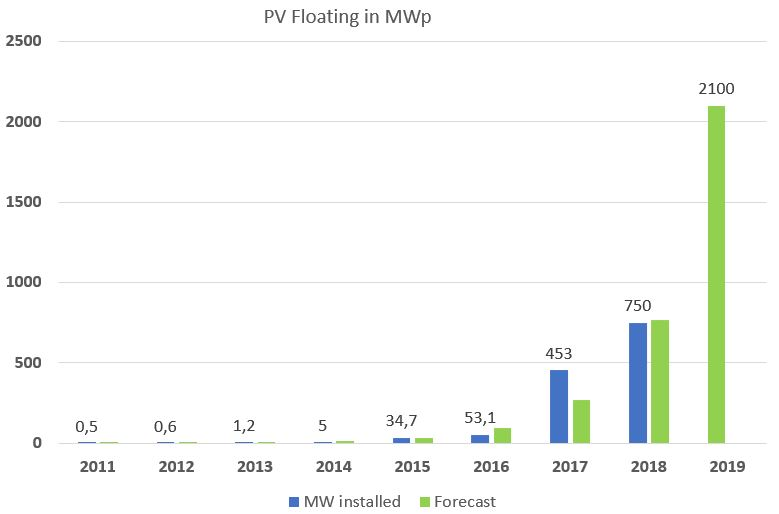
La croissance des installations photovoltaïques flottantes ; en bleu les puissances installées, en vert les puissances projetées.

Le développement des installations solaires photovoltaïques flottantes date des années 2010. Avant 2014, ces installations étaient rarissimes et très modestes, n'ayant qu'une puissance de quelques kilowatts. En 2011, la PME lilloise Ciel et Terre installe un prototype à Piolenc, d'une puissance de 15 kWc. À partir de 2015, les pays d'Extrême-Orient développent massivement des projets de ce type. C'est d'abord au Japon que sont installées la majorité des centrales flottantes ; en 2018, l'archipel compte 80% du nombre de projets.
Rapidement toutefois, c'est en Chine que les installations les plus puissantes sont mises en place. Une centrale d'une puissance de 40 MWc, dont les 160 000 panneaux couvrent une surface de 800 000 m2 sur un lac artificiel issu de l'exploitation charbonnière est inaugurée en 2017, une de 150 MWc en 2018. L'Inde, l'Australie et la Corée du Sud développent au même moment des projets encore plus ambitieux, respectivement de 330, de 348 et de 2100 MWc,.
Le potentiel mondial d'installations sur des plans d'eau douce représenterait environ 400 GWc, d’après la Banque mondiale.